# Primer Món
El concepte del Primer Món es va originar durant la Guerra Freda, compost pels països que estaven alineats amb els Estats Units, França i el Regne Unit. Aquests països van ser en gran manera les economies de mercat i les democràcies en general. Després de la caiguda de la Unió Soviètica, el terme «Primer Món» es podria dir que va prendre un nou significat, que ve a ser en gran part sinònim dels països desenvolupats.
Durant la Guerra Freda, les relacions entre el «Primer Món» i el «Segon Món» (dels estats comunistes) eren típicament competitives, ideològiques i hostils. Les relacions d'aquests dos «mons» amb els països del «Tercer Món» (és a dir, tota la resta) eren normalment positives en la teoria, mentre que en alguns casos eren bastant negatives en la pràctica (per exemple amb la pràctica de les guerres subsidiàries).